# När jag nu min bön utgjuter
När jag nu min bön utgjuter är en psalm av Gustaf Ållon. Melodin är svensk och används även till nr 174 Denna är den stora dagen. Psalmen har 8 verser och baseras på Psaltaren 28. I 1819 års psalmbokfinns ett nytt anslag, Lova vill jag Herran, Herran som innefattar verserna 6-8 av "När jag nu min bön utgjuter"
Psalmen inleds 1695 med orden:
När jagh nu min böön utgiuter
Tijg migh icke Gudh min tröst

## Publicerad som
- 1695 års psalmbok som nr 45 under rubriken "Konung Davids Psalmer"  med titeln "När jagh nu min böön uthgiuter".
- 1819 års psalmbok som nr 264 under rubriken "Guds lov" med titeln "Lova vill jag Herran, Herran."
- Sionstoner 1889 som nr 512 med titeln "Lova vill jag Herran, Herran."
- 1937 års psalmbok som nr 5 under rubriken "Guds lov", med titeln "Lova vill jag Herran, Herran."
- Sionstoner 1935 som nr 55 under rubriken "Guds lov", med titeln "Lova vill jag Herran, Herran."
- Den svenska psalmboken 1986 som nr 8  under rubriken "Lovsång och tillbedjan", med titeln "Lova vill jag Herran, Herran."
- Finlandssvenska psalmboken 1986 som nr 291 under rubriken "Glädje och tacksamhet", med titeln "Lova vill jag Herran, Herran."
- Lova Herren 1988 som nr 11 under rubriken "Guds lov", med titeln "Lova vill jag Herran, Herran."